# Unterperfuss
Unterperfuss é um município da Áustria, situado no distrito de Innsbruck-Land, no estado do Tirol. Tem 2,24 km² de área e sua população em 2019 foi estimada em 223 habitantes.